# Aeroportul Brewarrina
Aeroportul Brewarrina (IATA: BWQ, ICAO: YBRW) este un aeroport din Brewarrina⁠(d), Noul Wales de Sud, Australia. A fost numit după Brewarrina⁠(d).
Situat la o altitudine de 125 m, aeroportul dispune de o singură pistă.